# 超时 (木球)
超时是在板球运动中出局的一种方式. 超时发生在前一个击球手出局后的3分钟的时间内,即将上场的 击球手 还没有就位.这种方式的出局很少见,在国际比赛中从来没有发生过.

## 定义
板球规则 的第31条规定即将上场的击球手必须在前一个 三柱門倒下的的3分钟的时间内就位防守或他的同伴准备好接下一个球.如果这个要求没有达到,即将上场的击球手将会以超时出局,关于 诉诸裁判.
“即将上场的击球手” 可以是任何一个还没有击球的击球手.在板球中没有固定的击球顺序.如果当诉诸裁判已经作出决定,击球手还没有踏入球场,击球方的队长因那个已经出局,可以选择任何一个还没有击球的球员上场. 结果,如果下一个击球手只晚了一小会,队长应该献出最差的 击球手—通常是11号.
如果有拖延的耽搁情况,没有击球手来到三柱門,因此裁判员考虑击球队拒绝比赛,裁判员将会把比赛奖给另一个队.然而,如果没有队员来到三柱門是因为所有的合格的队员都不能击球(例如因受伤或生病) 然后他们不会因超时而出局; 而是 声称败局  '因病缺席/受伤/疼痛/死亡[2]'挨着那些球员的名字准确地标注.
一个缩短时间的新版的板球规则, 20轮板球比赛 , 规定击球手必须在90秒的时间内到场,而不是在原规则中特别规定的3分钟,尽管在这种情况下,击球手不是自动出局; 但投球手允许在击球手没到场的情况下击球,以尝试将其投杀出局.这条规则的使用,导致与其坐在运动员的 坐席上, 下一个击球手而像其他运动队诸如足球协会和橄榄球协会,坐在边界线上的板凳上.

## 不寻常的出局
这条规则的目的是确保比赛没有不必要的耽搁.这很容易避免,因此对于击球手因超时出局是不寻常的. 自从2011年1月起,, 在 板球锦标赛  或 单日板球国际赛 中,没有这类出局的例子发生 . 并且在整个 一级板球赛 中才有4次这类出局发生.

## 在一级板球赛中,击球手 ‘超时’出局
1. 安德鲁乔达安 – 东部省对德兰士瓦在 伊利莎白港 ，1987–88年[3]
2. 赫木莱亚达夫 – 特里普拉邦对奥里萨邦在 克塔克 于 1997年。
3. 瓦斯波特德雷克斯 – 邦德对自由邦在 东伦敦 于 2002 年。
4. 安德鲁哈里斯 – 诺丁汉郡对UCCE达勒姆在 诺丁汉 于 2003年。

## 历史
"超时" 作为出局的一种特别的方式被加到1980年的板球规则的规章中.[4] 它规定了即将上场的击球手在两分钟内 "踏入比赛场地".在 2000 年的规章里 , 这条规则被改成3分钟内击球手必须 "就位防守或他的同伴必须准备好接下一个球".[5] 然而,在1975年第一次出版的板球规则中 , 已经要求场地裁判员"当一名击球手出局时,每个选手允许2分钟的时间到比赛场地".[6]
在 1919年,  苏塞克斯 板球队员 哈罗德埃盖特 在 汤顿进行的与 萨默塞特 队竞争的顶级 郡级冠军赛 中,由裁判员 艾尔弗雷德街 宣布因 "超时"而出局. MCC(墨尔本板球俱乐部), 之后控告比赛规则, 后来判定在苏塞克斯赛局中,当 埃盖特在两分钟之内没有出现,场地裁判员的决定是正确的,但是击球手应该被标注作为 "缺席", 这就是 威斯登板球'年鉴1920年版本是怎样出现的.根据目前的规则,爱盖特会被记录为 "受伤缺席", 这就是他的赛局现在是如何被记录在 板球存档.[7]中. 

## 注意
1. ^ MCC(墨尔本板球俱乐部)关于第31条规则的问答
2. ^ 卡拉奇对联合服务奎德-阿扎姆杯 1958/59 (决赛) 计分卡
3. ^ 这场比赛只在2006年当比赛由非白种南非人在种族隔离 时代, 才被 威斯登 作为一级比赛而认可,并从此被包含在记录中.因此早期的列单里没有包含此类事件.见 直接设置记录, 威斯登板球手'年鉴，2006年
4. ^ 1980年板球规则,第31条
5. ^ 2000年板球规则,第31条
6. ^ 1775年板球规则,第31条
7. ^ 见 板球计分卡存档.埃盖特根据规则 45 条出局 板球规则, 1884 章程 - 1919 再审.